# St. Petri (Ketzin/Havel)

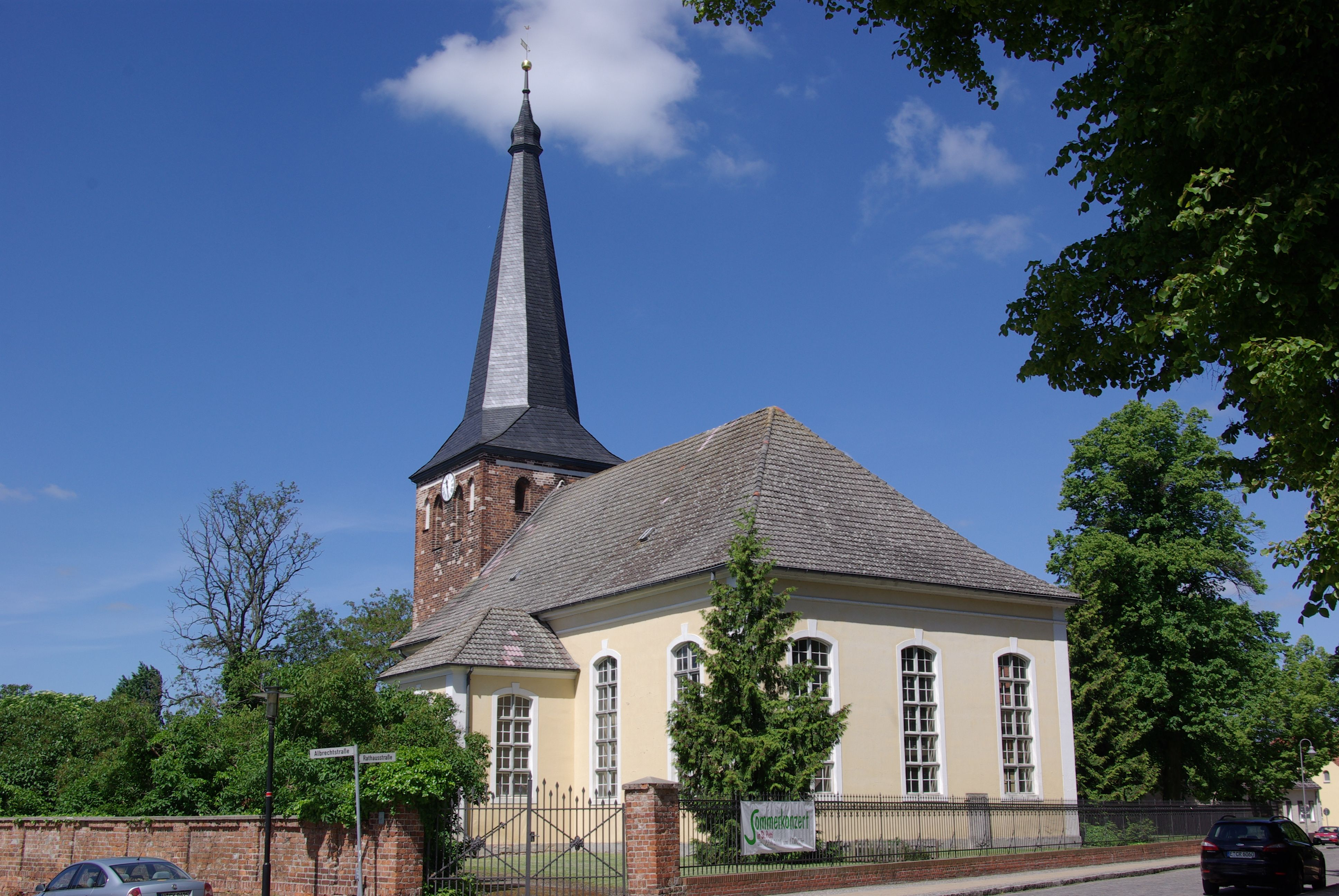
Stadtkirche St. Petri

Die evangelische Stadtkirche St. Petri ist eine Saalkirche in Ketzin/Havel, einer Stadt im brandenburgischen Landkreis Havelland. Die Kirchengemeinde gehört der evangelischen Kirchengemeinde St. Petri Ketzin im Kirchenkreis Nauen-Rathenow der Evangelischen Kirche Berlin-Brandenburg-schlesische Oberlausitz an. Das Gebäude steht unter Denkmalschutz.

## Geschichte
Erste Erwähnung findet die dem Apostel Petrus geweihte Wehrkirche in Ketzin in einer Urkunde des Markgrafen Otto II. von Brandenburg 1197. Darin schenkte er dem Domkapitel des Brandenburger Doms neben anderen Kirchen und Dörfern in der Umgebung auch das Kirchenpatronat über die Ketziner Kirche, die zum Kirchspiel gehörende Kapelle in Knoblauch und etliche Hufen Land. Der Bischof  fügte dieser Schenkung ein Drittel des Zehnten der Kirchspieldörfer Ketzin, Knoblauch, Paretz und Stolp hinzu, sicherte sich aber selbst das Recht zu, über die Besetzung der Pfarrstelle zu bestimmen. Diese Schenkung wurde in den folgenden Jahrhunderten mehrfach bestätigt und erweitert. In diesem Zusammenhang sind auch die Namen einiger Ortspriester genannt. 1372 wurde die Kirche dem Domkapitel durch Bischof Dietrich von der Schulenburg inkorporiert.
Von der 1197 erwähnten, zwischen 1150 und 1180 erbauten Kirche und einem eventuellen gotischen Nachfolgebau sind Reste im Turm erhalten. Im Turm selbst befand sich ein Armarium zur Aufbewahrung der Waffen und Wertgegenstände der Gemeinde. Der Friedhof war von einer Backsteinmauer umgeben, die durch die Anhebung des Bodenniveaus halb in der Erde verschwunden ist.
Spätestens 1255 war die ehemalige Filiale in Knoblauch eine selbständige Pfarrkirche.
1541 wurden die Kirche im Marktflecken Ketzin und ihre Filiale, die Dorfkirche Paretz, evangelisch, drei Jahre bevor im Hochstift Brandenburg die Reformation eingeführt wurde. 
1712 wurde der Kanzelaltar angeschafft. Der Turm erhielt 1728 seinen barocken Helm, der ursprünglich mit Holzschindeln gedeckt war.
1756 wurde die zu klein gewordene alte Kirche bis auf den Turm abgetragen. Der Neubau am selben Ort wurde durch den Ausbruch des Siebenjährigen Krieges verzögert und konnte erst nach dem Friedensschluss 1763 beendet werden. Der Kanzelaltar wurde in die neue Kirche übernommen, ergänzt durch eine über dem Schalldeckel angebrachte kleine Orgel, die vermutlich ein Werk des Neuruppiner Orgelbauers Gottlieb Scholtze war, und mit neuen Rocaille-Verzierungen geschmückt.
1836 bekam der Turm eine Schieferdeckung. Durch einen Brand in der Kirche 1849 litt die Scholtze-Orgel. Sie wurde 1878 durch eine neue Orgel auf der Empore an der Westseite des Kirchenschiffes ersetzt, deren Werk 1892 Albert Hollenbach herstellte.
Im Ersten Weltkrieg wurden 1917 zwei der damals drei Kirchenglocken im Zuge der Metallspende des deutschen Volkes beschlagnahmt und wurden zur Waffenproduktion eingeschmolzen. Die drei 1926 angeschafften Stahlgussglocken konnten 2005 im Zuge der Sanierung der gesamten Kirche durch zwei neue Bronzeglocken ersetzt werden, so dass mit der ältesten erhaltenen Glocke von 1555 wieder ein dreistimmiges Geläut im Turm hängt. Die drei Stahlglocken stehen an der Albrechtstraße 300 m von der Kirche entfernt.

## Bau und Ausstattung
Die Kirche steht im Stadtkern von Ketzin an der Kreuzung Rathausstraße/Albrechtstraße/Am Markt.
Die heutige Kirche ist ein verputzter Saalbau, der von 1758 bis 1763 errichtet wurde und seitliche Annexe sowie hohe Segmentbogenfenster besitzt. Die Kirche wurde in den Jahren 1871 und ab 2004 saniert. Der quadratische Westturm ist noch spätgotisch und besteht im unteren Drittel aus Mischmauerwerk mit einem flachbogigen Backsteinportal unter einer Spitzbogenblende. Das Turmobergeschoss besteht aus Backstein und hat spitzbogige Schallöffnungen zwischen kleineren Blenden. Der Turm schließt mit einem hohen, achteckigen Helm ab. 
Das Innere der Kirche überspannt eine Flachdecke über steiler Voute. Eine umlaufende Empore auf Holzsäulen schließt den Kanzelaltar ein und springt in der Mitte der Langseiten vor. Sie stammt aus dem 18. Jahrhundert. Über dem Südausgang ist das Ketziner Stadtwappen mit der Jahreszahl 1574 abgebildet.

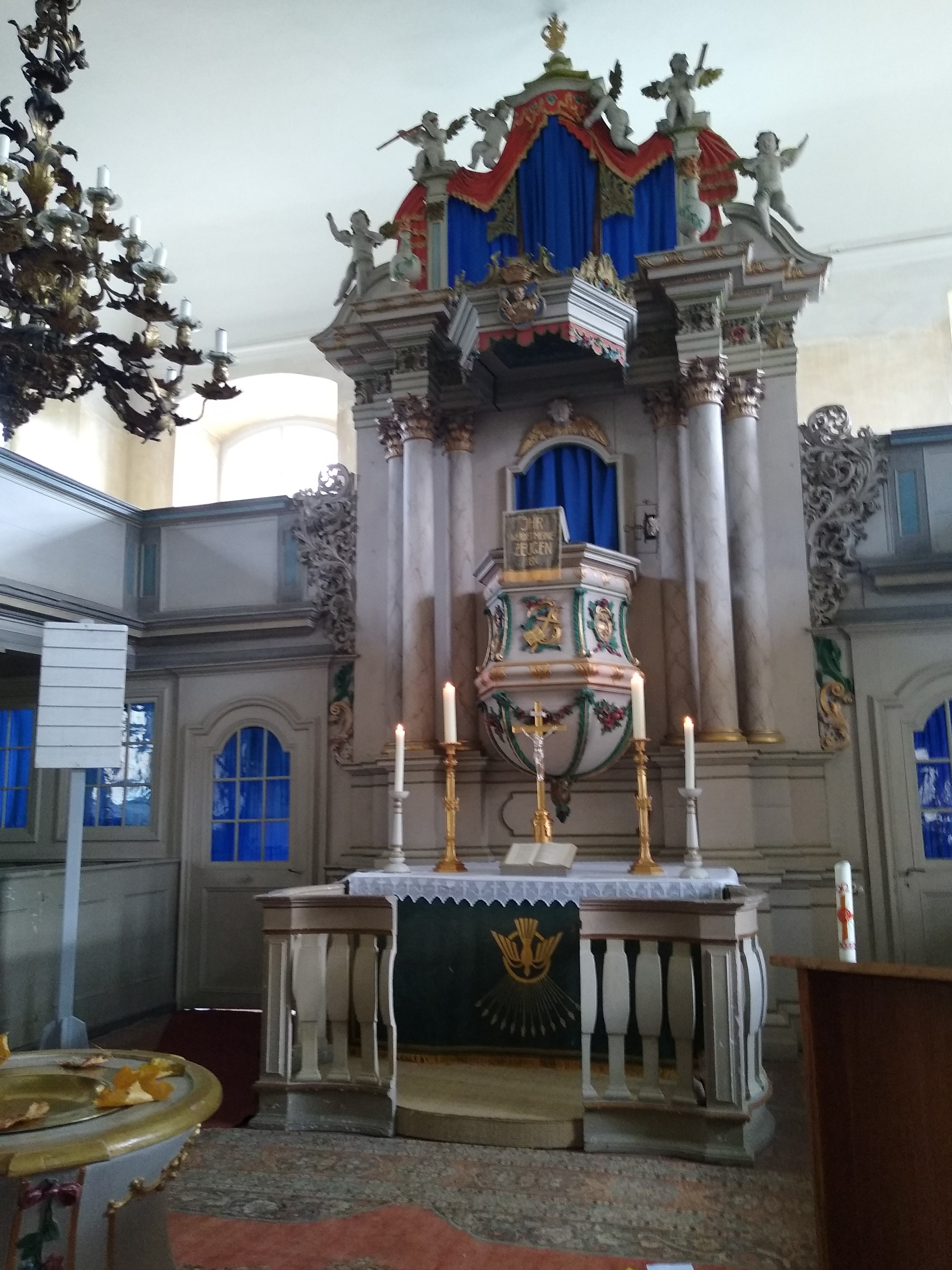
Kanzelaltar

Von der vorreformatorischen Kirchenausstattung hat sich nichts erhalten. Der stattliche Kanzelaltar wurde im Jahr 1712 von dem Ketziner Tischlermeister Christoph Frentsche für den Vorgängerbau geschaffen und besitzt seitliche Akanthuswangen sowie hohe korinthische Säulen. Das verkröpfte Gesims der Säulen rahmt den polygonalen Schalldeckel, der von einer aufwendigen Baldachindraperie mit Putten gekrönt wird, in der sich ursprünglich die Prospektpfeifen einer kleinen Orgel befanden. Der fünfseitige, geschwungene Kanzelkorb ist mit Girlanden und Rocailledekor verziert. Neben dem Kanzelkorb ist eine Kanzeluhr angebracht.
Gleichzeitig wurde auch die runde, konkav geschwungene hölzerne Taufe auf drei Volutenfüßen geschaffen. Das Becken ist mit Lisenen mit Blütengehängen und Rocaillerahmungen verziert.

## Orgel
Der spätklassizistische Orgelprospekt mit fünf Rundbogenfeldern, korinthischen Pilastern und Palmettenbekrönungen auf der Westempore stammt aus dem Jahr 1878 und steht gesondert unter Denkmalschutz. Das Orgelwerk stellte Albert Hollenbach 1892 her. Es hat dreizehn Register auf zwei Manualen und Pedal.

## Glocken
Die älteste Glocke wurde im Jahr 1555 von Nickel Dietrich aus Lothringen gegossen und ist ebenfalls gesondert geschützt. Sie trägt die Inschrift: „Ach Gott, hilf uns aus der Not durch Christi Leiden, Sterben und Dot.“ Daneben hängen zwei 2005 gegossene Glocken, deren Inschriften „du bist christus, des lebendigen gottes sohn!“ bzw. „du bist petrus und auf diesen felsen will ich meine Gemeinde bauen!“ lauten.

## Geistliche
Vor der Reformation:
- Dietrich hatte laut der Schenkungsurkunde von 1197 aus eigenem Vermögen eine Hufe Land für die Pfarre gekauft, die den an das Domkapitel geschenkten Gütern hinzugefügt wurde.

- Otto (1307) kaufte ebenfalls eine Hufe, die der Bischof dem Domkapitel schenkte.[6]
- Nicolaus († 1371 oder früher)
- Johann Garnkoper hatte sich nach dem Tod seines Vorgängers vom Stiftspropst des Kollegiatstifts St. Marien Coswig in Ketzin einführen lassen, da ihm von Papst Gregor XI. eine Anwartschaft auf eine freiwerdende Stelle bestätigt worden sei. Nachdem er einige Zeit – wie lange, ist nicht überliefert – im Pfarrhaus gelebt hatte, vertrieben ihn 1371 Vertreter des Domstifts, worüber er sich beschwerte.[7] Da die Kirche im folgenden Jahr dem Brandenburger Domstift inkorporiert wurde, hatte diese Beschwerde wohl keinen Erfolg.
- Johann Duso, Domherr in Brandenburg († 1382)[8]
- Balduin Markau, Domherr in Brandenburg († 1383). Nach seinem Tod versuchte erneut ein armer Geistlicher durch eine päpstliche Urkunde die Pfarrstelle an sich zu bringen, jedoch ohne Erfolg.[9]

Evangelische Prediger:
- Georg Holtzendorf (1540?–1583) war der erste evangelische Pastor. Bei seinem Amtsantritt fand er das Pfarrhaus abgebrannt vor und musste es auf eigene Kosten neu erbauen lassen.
- Joachim Wittstock (1584–1602)
- Nikolaus Witte (1603)
- Andreas Scheunevogel (1603–1638)
- Christoph Scheunevogel (1638–1649)
- Andreas Franke (1650–1670)
- Christian Fiedler (1671–1697)
- Nikolaus Wredow (1698–1748)
- Johann Wilhelm Rauch (1749–1786)
- Johann Christoph (1787–1818)
- Johann Friedrich Kersten (1819–1838)
- Gottfried Anton Ludwig Mertz (1839–1859) wurde 1847 von König Friedrich Wilhelm IV. zum Superintendenten am Dom zu Brandenburg ernannt.[11]
- Karl Friedrich Wilhelm Knuth (1861–1881)
- Wilhelm Reinhold Karl Rüthnick (1882–1906)
- Ernst Friedrich Johannes Schmidt (1907–1925)
- Johannes Volkmann (1925–)

Der jetzige Pfarrer Thomas Zastrow ist neben Ketzin für Paretz, Zachow-Gutenpaaren sowie die Evangelische Trinitatis Kirchengemeinde Havelland mit den Kirchen in Wachow, Niebede und Gohlitz zuständig.